# Hidratação mineral

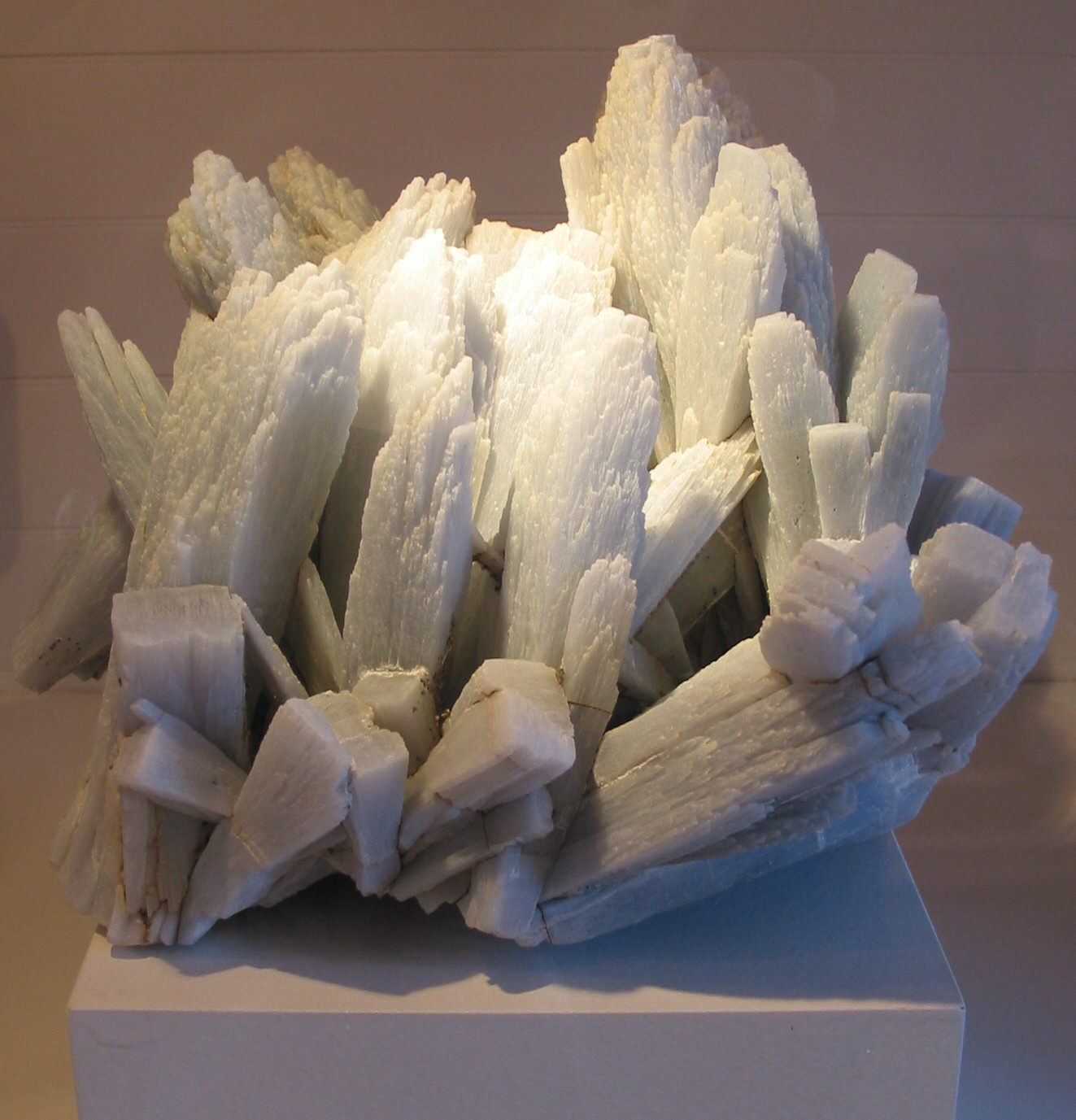
Anidrita, exemplo de sulfato de cálcio não-hidratado.

Hidratação mineral é a designação dada em geoquímica, em especial em petrologia metamórfica, e em química inorgânica ao conjunto de reacções químicas pelas quais água é adicionada à estrutura cristalina de um mineral, geralmente criando uma nova espécie mineral designada por hidrato.

## Descrição
Em termos geológicas, o processo de hidratação mineral é conhecido como uma forma de alteração retrógrada dado ser um processo que ocorre em condições de metamorfismo retrógrado. Acompanha geralmente os processos de metassomatismo e é frequentemente uma característica da alteração da parede da rocha ao redor de corpos de minério. Ocorre também em regolitos, resultando na conversão de minerais silicatados em argilas.
A hidratação de minerais ocorre geralmente em conjunto com fenómenos de circulação hidrotermal, a qual pode ser desencadeada por actividade tectónica ou ígnea.

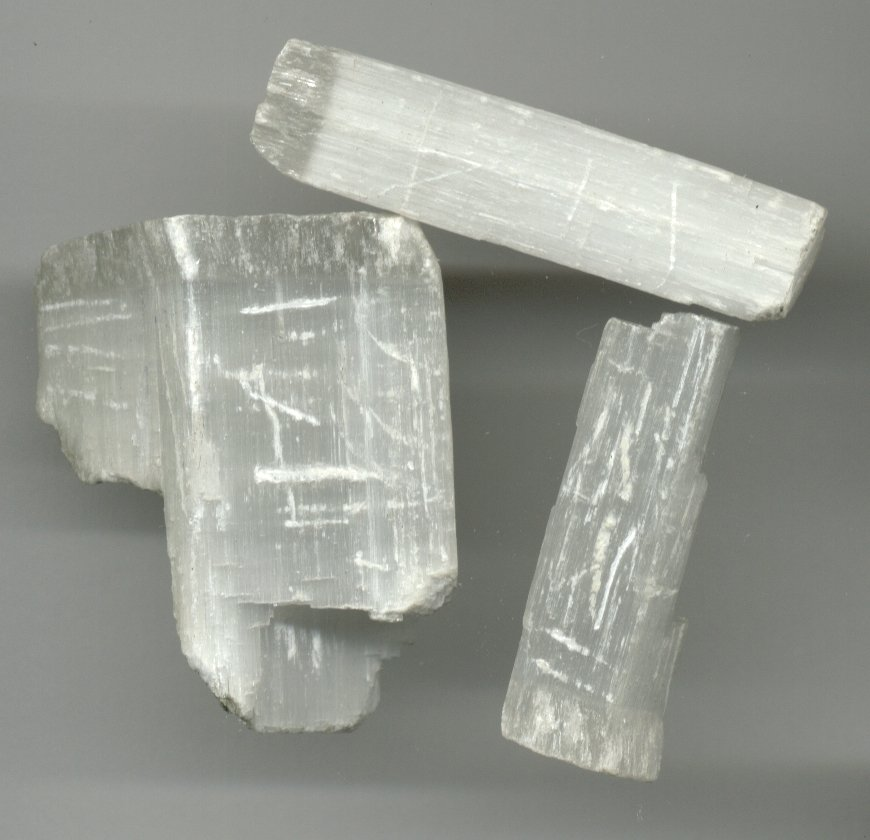
Gipsita, exemplo de sulfato de cálcio hidratado.

Há duas formas principais pelas quais os minerais hidratam: (1) a conversão de um óxido para um duplo hidróxido, como com a hidratação do óxido de cálcio (CaO) para hidróxido de cálcio (Ca(OH)2); (2) a incorporação de moléculas de água directamente na estrutura cristalina de um novo mineral, como na hidratação de feldspatos para minerais de argila, de granada para clorite ou de cianite para moscovite.
A hidratação é também o mecanismo pelo qual os ligantes hidráulicos, tais como o cimento Portland, desenvolvem resistência. Um ligante hidráulico é um material que pode endurecer submerso em água através da formação de produtos insolúveis através de uma reacção de hidratação. Os termos hidraulicidade e actividade hidráulica são indicativos da afinidade química da reacção de hidratação.
Alguns minerais, como por exemplo a montmorilonite, apresentam estruturas capazes de incluir uma quantidade variável de água, sem alteração significativa da sua estrutura mineral.